# أليكس ألفيس
أليكس ألفيس (بالبرتغالية: Alex Alves de Lima) هو لاعب كرة قدم برازيلي، ولد في 8 نوفمبر 1986 في أراساتوبا في البرازيل. لعب مع أتلتيكو غويانيينسي ونادي أيه بي سي ونادي موجي ميريم.

## وصلات خارجية
- أحمد عبداللطيف على موقع قاعدة بيانات كرة القدم.إي يو (الإنجليزية)
- أحمد عبداللطيف على موقع Soccerway.com (الإنجليزية)